# Pueblo Solís
Pueblo Solís ou Solís Grande est une localité uruguayenne située dans le département de Maldonado. Elle fait partie de la municipalité de Solís Grande.

## Localisation
Elle se situe dans la zone sud-ouest du département de Maldonado au croisement de la route 9 et de la rivière Solís Grande, à 5 kilomètres de la localité de Gregorio Aznárez.

## Population
D'après le recensement de 2011, la localité compte 61 habitants.

## Source
- (es) Cet article est partiellement ou en totalité issu de l’article de Wikipédia en espagnol intitulé « Pueblo Solís » (voir la liste des auteurs).